# タチアナ・フィロワ
タチアナ・パヴロヴナ・フィロワ（ロシア語: Татьяна Павловна Фирова、英語: Tatyana Pavlovna Firova、1982年10月10日 - ）は、ロシア・ニジニ・ノヴゴロド州サロフ出身の短距離走を専門とする陸上競技選手。ロシアチームの4×400mRのメンバーとしてオリンピックで3度銀メダルを獲得している。個人では400mの選手としてカタール・ドーハで開かれた2010年世界室内陸上競技選手権大会にてアメリカのデビー・ダンの次にゴールし、銀メダルを獲得、スペイン・バルセロナで開かれた2010年ヨーロッパ陸上競技選手権大会で金メダルを獲得した。
自国開催となった2013年世界陸上競技選手権大会では、4×400mRで優勝し、表彰台の上でチームメイトのクセニヤ・リジョワとキスをしたことが話題となった。これは、ロシアの反ゲイ法に対する抗議ではないかとインターネットで注目されたが、フィロワらは「ただ勝利を祝い合っただけ」であると弁明した。
2019年2月、スポーツ仲裁裁判所は、ドーピング違反により2008年8月20日から2012年12月31日までの記録抹消及び2016年6月9日から4年間の資格停止を言い渡した。